# 大橋史典
大橋 史典（おおはし ふみのり、1915年〈大正4年〉1月10日 - 1989年〈平成元年〉9月20日）は、日本の俳優、特殊技術専門の造形家、スーツアクター、特技監督、映画監督であり、日本特撮株式会社（日本特撮K.K.）の元代表取締役。本名は大橋 幸利（おおはし ゆきとし）。旧芸名は大橋 行利（読み同じ）など。

## 来歴・人物
1915年（大正4年）1月10日、愛媛県に生まれる。東京美術学校（現在の東京藝術大学）彫刻科を卒業。
1935年（昭和10年）、松竹蒲田撮影所の演出課に入り、映画俳優、小津安二郎、島津保次郎の助監督としてキャリアをスタートさせ、キャメラマンも経験した。その後、末期の市川右太衛門プロダクションに関わる。
1936年（昭和11年）、全勝キネマの設立に参加し、俳優に転向する。初めは大橋行利という芸名で活躍していたが、後に樺山龍之介と改名して同年に公開された映画『巌窟王ターザン』等に出演し、和製ターザン役者として全勝の幹部スターになる。その傍ら、1933年（昭和8年）に公開されたアメリカの特撮映画『キングコング』に衝撃を受け、1938年（昭和13年）に追随企画として製作された熊谷草弥監督映画『江戸に現れたキングコング』では猿人の造型を行い、さらに2メートル近い長身を生かしてスーツアクターを兼任するなど、裏方としても映画に関わった。
その後応召され、引き揚げ後は大映京都撮影所、マキノ芸能社を経て東宝に入社。大橋史典と改名して山本嘉次郎の助監督になるが、相良三四郎という芸名で俳優活動も継続していた。1948年（昭和23年）、宝プロダクション撮影所の映画『忍術自来也』の製作活動に参加。大蝦蟇、大蛇、大蛞蝓を造形。独自で軽量化したぬいぐるみ作りのためにコムパウンド・ラテックスを独自に開発し、特許を取ることになる。
1951年（昭和26年）、京都府に大橋工芸社を設立する。この頃、請われて渡米し、アメリカのロサンゼルスで建設開始された第一号『ディズニーランド』（開業は1955年）の美術スタッフに参加。2年間に渡り大道具や小道具の制作に加わる。1954年（昭和29年）、本多猪四郎監督映画『ゴジラ』で初代ゴジラのぬいぐるみ制作に関与。当初、ゴジラの造形にはブロック状の生ゴムを油で練ったものが使われ、1体目の「1号」は重さが150kgを超えたという。このため大橋は、東宝の造形スタッフに自家製の軽量な「プラテックス」の技術指導を行ったと語っている。しかし現存するメイキング写真に大橋の姿は一切確認できず、造形スタッフだった開米栄三と美術スタッフの比留間伸志（ヒルマモデルクラフト代表）は「当時の大橋は俳優であり、怪獣造形には携わっていない」と証言している。
1955年（昭和30年）、本多監督映画『獣人雪男』で初期の雪男の造型を務める。また、雪男のスーツアクターを兼任した。最終的に劇中で使用した雪男の顔面は、東宝の造形チーフの利光貞三が制作し、大橋の作った雪男はスチル写真で使用された。
この頃から俳優活動も大橋史典という芸名を名乗るようになり、主に時代劇に出演。『蜘蛛巣城』『用心棒』等の黒澤明監督映画でも大橋の巨躯が見られる。この頃大橋工芸社として請けた造型担当作品としては、東宝以外に『大江山酒天童子』『釈迦』『鯨神』等の大映京都撮影所作品、『水戸黄門 怪力類人猿』『里見八犬伝』『武士道残酷物語』などの東映京都撮影所作品がある。
1963年（昭和38年）、日本電波映画と専属契約し、テレビ特撮ドラマ『アゴン AGON』のアゴンを制作、本編・特撮の演出も行うなど、テレビにも活動の場を広げ造型技術を中心に活躍。大橋によると、このアゴンの造形が「ゴジラの盗作である」と東宝からクレームをつけられたが、大橋が初代ゴジラの造形に関わっていたということで東宝側はこれを取り下げたことがあったという。同社ではほかに冒険ドラマ『ジャングルプリンス』で、ゴリラのキャラクター「ロボラ」などを制作。特撮ドラマ企画『SFモンスター大作戦』用に数体の怪獣、宇宙人を造形。しかし、これらの作品はお蔵入りしてしまい、両作品も放映されたのはいずれも数年後のこととなった。1964年（昭和39年）、円谷特技プロダクションのテレビ特撮番組『ウルトラQ』（TBS）に高山良策が怪獣造形で参加。大橋は高山にラテックスの技法などを伝授し、インタビューにおいても「イロハから教え込んだ」と語っている。
1965年（昭和40年）、日本電波の社長室に展示してあった『ジャングルプリンス』で制作したゴリラの「ロボラ」の造形物がアメリカの映画スタッフの目に止まり、報告を受けたシドニー・シェルダンから大橋に、特殊造形スタッフとして個人契約を持ちかけられ、ハリウッドの映画制作会社スクリーン ジェムズ社から誘いがかかる。このころ、20世紀フォックス社から請われ、ケンタウルスの撮影用ぬいぐるみを製作。米国からの引き合いを耳にした東急エージェンシーは、ハリウッド相手の商機と睨んで大橋の引き抜きを画策していた。
1966年（昭和41年）、日本電波とまだ専属契約が残っていたことから、大橋は東急エージェンシーに仲介を頼み、その間ピー・プロ社長のうしおそうじの自宅2階に匿ってもらうこととなった。東急エージェンシーはピー・プロの『マグマ大使』の造形スタッフに大橋の起用を要求。この隠遁中に、テレビ特撮番組『マグマ大使』で「パイロット版」と合わせ、マグマ大使、ゴア、大恐竜（アロン）、モグネス、バドラを制作する。当初マグマ大使は演技者の顔が露出したものだったが、放映開始を前にマスク形式に変更され、大橋がこのマスクを製作している。大橋がうしお宅で『マグマ大使』の造形を行っている中、まだ契約の残っていた日本電波社長の松本常保がうしお宅を直々に訪れて抗議。東急エージェンシーが間に入り、日本電波解雇の形で手打ちが行われる。同年5月、東急エージェンシーが100%出資して京都太秦に撮影所を新設し、日本特撮株式会社（日本特撮K.K.）を設立して社長に就任。米国スクリーン・ジェームス社の発注によるテレビ特撮番組『怪獣王子』を制作開始するが、製作体制の不備からトラブルが続き、製作は遅れに遅れて放映開始は1年後となってしまう。結局『マグマ大使』の後番組として放映されるも視聴率が振るわず、番組は予定の半分の本数（2クール）で打ち切られた。1968年にはパイロット作品『おらあカッパだ』を完成させていたものの、大橋は社長を更迭され、日本特撮K.K.も倒産する。
1967年（昭和42年）、英国映画『007は二度死ぬ』で美術スタッフに参加。また渡米して『猿の惑星』の造形スタッフとして関わり、登場する多数の猿のマスク、手の造形を手掛ける。その後、映像作品では目立った活動はなくなるが、オリジナル怪獣「アゴン」のバリエーション怪獣を連れて、各地の怪獣アトラクション巡業で活躍したという。
1977年（昭和52年）、東映京都撮影所での『恐竜・怪鳥の伝説』での造形が最後の映画作品になった。
1989年（平成元年）9月20日、死去した。満74歳没。

## 人物・エピソード
- 酒豪であり、弁舌の才があり、また豪放磊落な人物だったといい、うしおそうじによれば京都土産にと、それぞれ別人から型取りした女性器のレプリカを3つ贈られたり、警察署長と懇意になって譲り受けた、押収物のピンク映画の8mmフィルムコレクションを自慢されたという。京都河原町二条の住まいには、猫や造形の参考用のイグアナや大トカゲなど動物が多数飼育され、訪問客を驚かせたという。
- 『怪獣王子』クランクイン日の社長挨拶では舌が滑って、東急エージェンシーが招いた監督の船床定男をこきおろして激怒させ、『マグマ大使』を担当していた土屋啓之助と船床が、担当作品を入れ換わる事態となっている。
- 造形に関しては芸術家肌で、何度も手直しして造形するうちに表皮が肉厚になり、常人が演じるには硬すぎるものとなるため、「アゴン」を始め、大橋怪獣は本人が自作自演したものが多い。その他のものでも鉄骨を入れて補強していたため、作ったもののほとんど動かせないものが多く、「鯨神[注釈 6]」や「ネッシー」など、他の造形家の開米栄三や高山良策が内側をそぎ落としたり新造するなどする羽目となっている[9][6]。またこだわりゆえに完成に時間がかかることも多く、『マグマ大使』『怪獣王子』で特撮監督を務めた小嶋伸介は開米らに代わりに頼むこともあったという[10]。
- しかし造形のこだわりは素晴らしく[6]、『マグマ大使』の「アロン」では、喉元に風船を仕込み、ひくつかせる表現が当時内外で非常に評判となった。『キングコング』から影響を受けた類人猿の造型にも定評があった[11]。ハリウッドからの引き抜き話にしても、当時の技術水準で「ロボラ」の造形がいかに高かったがうかがえる。マグマ大使の気品のあるマスクも大橋によるものであり、的場徹や開米栄三など、マグマの顔を褒める特撮スタッフは多い。『別冊映画秘宝 ザボーガー&ピー・プロ特撮大図鑑』では、怪獣プロレスが主流となる以前は動きやすさよりも重量感が求められていたため、大橋の手法が正当であったと評価している[6]。
- 『用心棒』では、巨漢やくざ役で強烈な印象を残しているが、造形技術者としても、たたき斬られた片腕の精巧な模型を二種製作。あまりのリアルさに、黒澤明監督は近寄ろうとしなかった。大橋はこの「用心棒」の制作現場風景の8mmフィルムを所有していて、うしおそうじは見せてもらったことがあるという。
- 東宝の俳優であった中島春雄は、大橋は乗馬ができたので『宮本武蔵』（1954年）などで馬に乗っていたと証言している[12]。また、後年には京都の市議会議員も務めていたという[12]。
- 怪獣マニアのファンの間では、親しみを込めて「大橋シテンさん」と呼ばれている[13]。

## 主な作品
- 1938年 - 『巌窟王ターザン』（出演）、『江戸に現れたキングコング』（造形・出演）[1]
- 1954年 - 『宮本武蔵』（出演[12]）、『ゴジラ』（造形指導）[2]
- 1955年 - 『獣人雪男』（造形・出演）[1][2]
- 1956年 - 『水戸黄門 怪力類人猿』（ゴリラの造形・実演）、『水戸黄門 人喰い狒々』（白狒々の造形・実演）、『宮本武蔵　決斗巌流島』（出演）
- 1957年 - 『蜘蛛巣城』『柳生武芸帳』（出演）、『地球防衛軍』（モゲラ造形）、『赤胴鈴之助　鬼面党退治』（山犬神の造形）
- 1958年 - 『隠し砦の三悪人』（出演）、『赤胴鈴之助 三つ目の鳥人』（鳥人の造形）、『赤胴鈴之助　黒雲谷の雷人』（雷人の造形）
- 1959年 - 『孔雀城の花嫁』（出演、熊の造形）、『里見八犬伝』（大蝦蟇、大蛇、大蝙蝠、鷲、半蛇人の造形）
- 1960年 - 『大江山酒天童子』（怪牛ほかの造形）
- 1961年 - 『用心棒』（出演、造形）、『釈迦』（造形）
- 1962年 - 『椿三十郎』（出演、人の手造型）、『鯨神』（造形）
- 1962年 - 『どぶろくの辰』
- 1963年 - 『柳生武芸帳 片目の十兵衛』（出演）、『アゴン AGON』（造形・特技監督・監督[1]。放映は1968年。ビデオ化時のタイトルは「幻の大怪獣 アゴン」）、『SFモンスター大作戦』（造形）
- 1966年 - 『マグマ大使』（造形[1]・特撮監修。第一話の大恐竜は自作自演。また、怪獣アゴン、モグネス、バドラのデザインも担当）
- 1967年 - 『怪獣王子』（造形）
- 1968年 - 『おらあカッパだ』（製作・特撮監督。パイロット版のみ。未放送）
- 1977年 - 『恐竜・怪鳥の伝説』（造形[1]・操演）